# Film domèstic
|  | No s'ha de confondre amb cinema domèstic. |

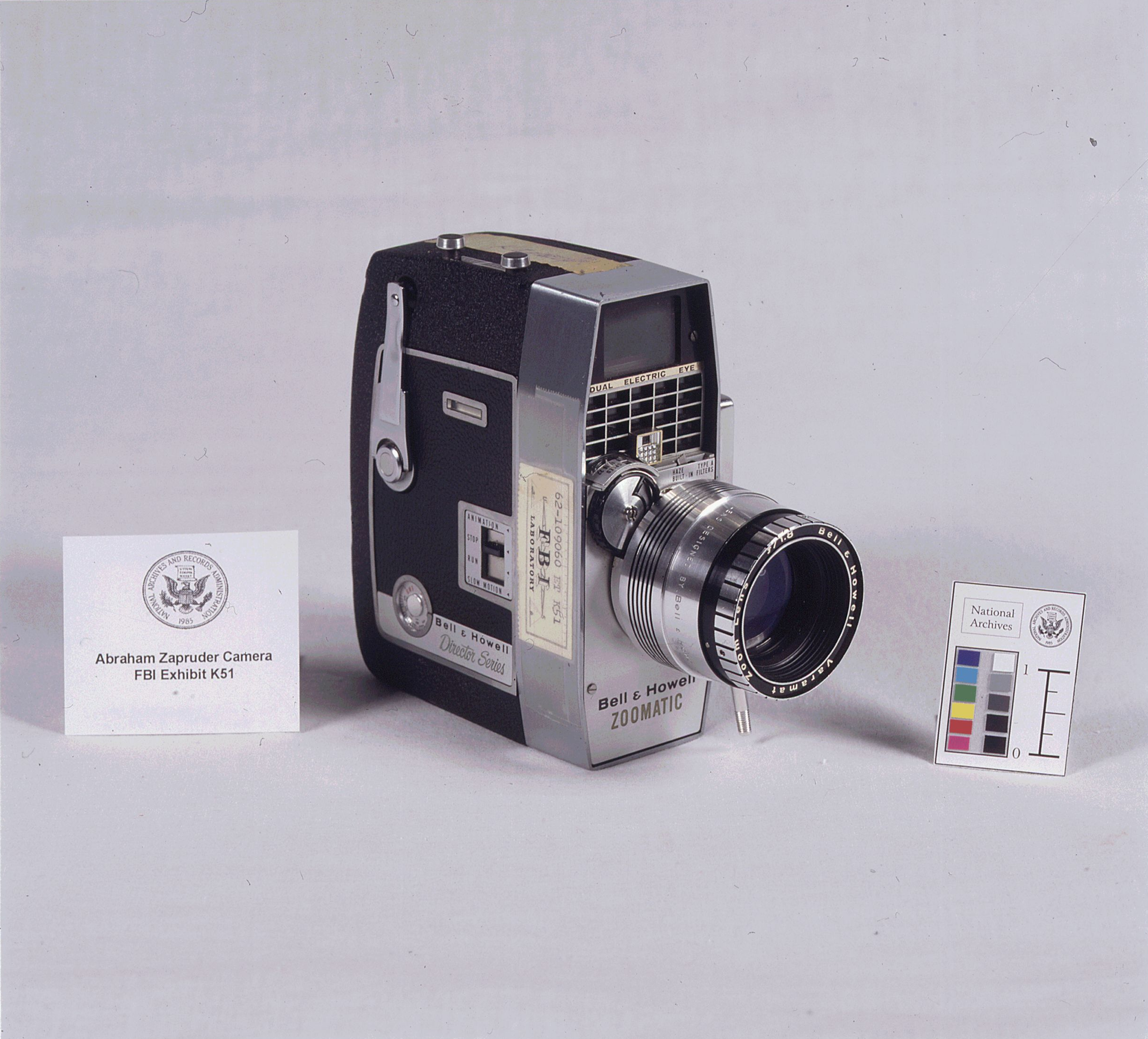
La càmera Bell&Howell model 414 PD 8 mm sèrie «Zoomatic Director» amb què es va filmar l'assassinat de Kennedy el 1962.

Un film domèstic, una pel·lícula casolana  o més modernament, un vídeo domèstic, són les pel·lícules realitzades per gent no professional normalment dins l'entorn familiar, filmant la família, els amics, els viatges, etc.., com un tipus d'àlbum familiar no estàtic, que complementa o fins i tot de vegades arriba a substituir les fotografies. Quan s'intenta donar-li un cert argument, entraria dins la categoria de cinema amateur.
En el moment d'iniciar-se aquest tipus d'activitat, les pel·lícules casolanes es gravaven sobre un suport de pel·lícula fotogràfica (9mm, 8mm, 16 mm, Super-8, Single 8…).

## Film Zapruder

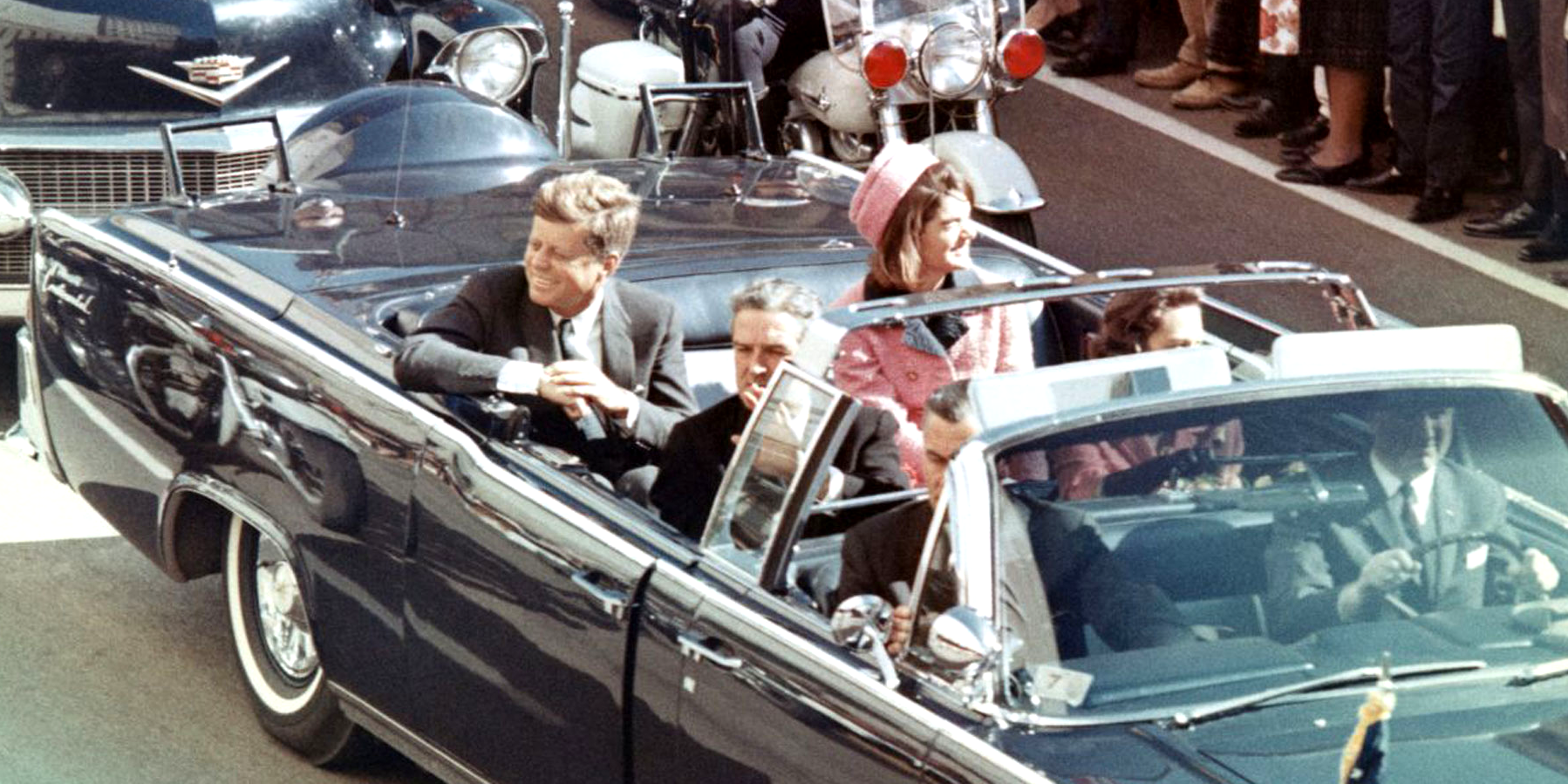
Film Zapruder

Zapruder filmà l'assassinat amb una càmera Bell & Howell, model 414 PD 8 mm sèrie Zoomatic «Director» de doble bobina, que havia comprat el 1962. El seu film, probablement la pel·lícula amateur més coneguda de tots els temps, és coneguda amb el nom de film Zapruder.

## Vídeo domèstic
Amb el pas del temps, la disponibilitat de videocàmeres cada cop més petites i de dispositius d'emmagatzematge de dades de gran capacitat (ambdós incorporats inclús al telèfon mòbil) ha fet que aquest passatemps sigui més senzill i accessible a les persones no especialitzades. Els límits entre la creació de vídeos per a la gent del carrer i per a professionals s'han distorsionat cada vegada més, al mateix temps que l'equipament del prosumer es fa cada vegada més accessible al consumidor individual, oferint característiques i possibilitats que abans només estaven disponibles per als equips operats per professionals.
En els darrers anys els vídeos gravats per aficionats s'han emès amb audiències massives a través de programes com America's Funniest Home Videos i el lloc  web  per compartir vídeos YouTube. Aquest últim, sumat a la popularitat d'Internet i una major disponibilitat de connexions de més velocitat, han permès proveir i desenvolupar noves formes de compartir aquesta mena de vídeos, com ara  blocs  i  podcasting .